# Хуа Янь

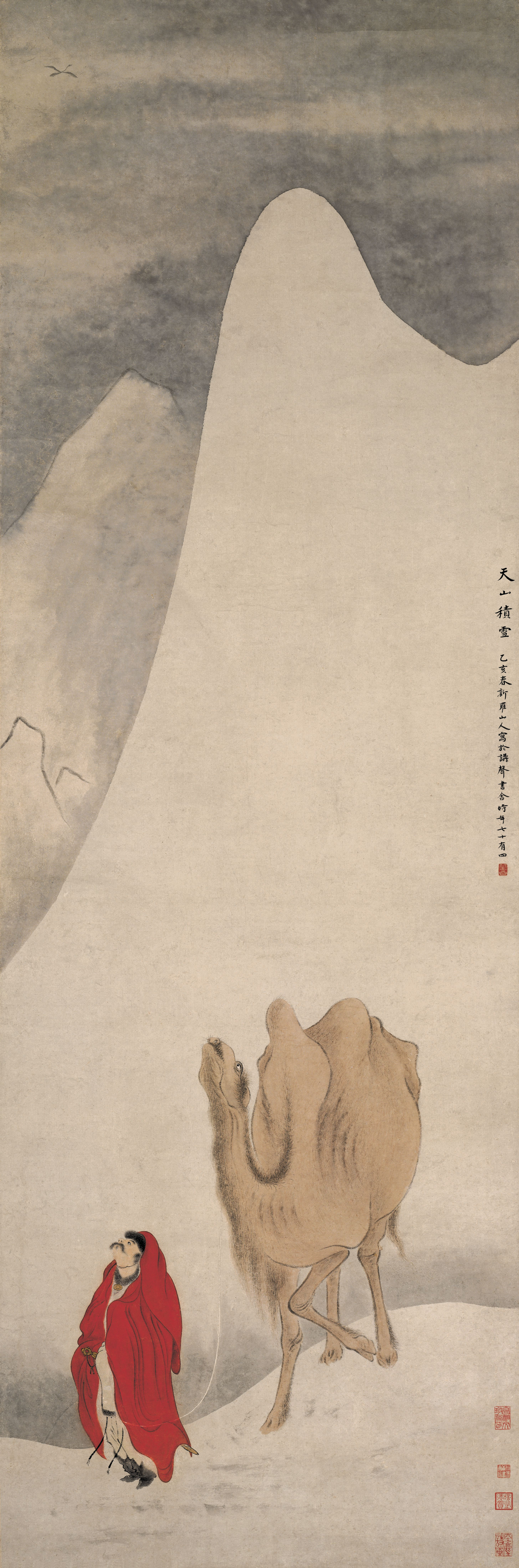
«Снежный Тянь-Шань [„Небесные Горы“] », ок. 1752,
свиток, 159,1 x 52,8 см, бумага, краски, Гугун, Пекин

Хуа Янь (кит. трад. 華嵒, упр. 华嵒; 华岩, пиньинь Hua Yan, W.-G.: Hua Yen, EFEO: Houa Yen; 1682—1756) — китайский художник периода правления династии Цин.
Второе имя (цзы 字) — Цююэ (кит. трад. 秋岳, пиньинь Qiuyue, W.-G.: Ch’iu-yo); 
известен также (хао 号) как Синьло Шаньжэнь (кит. трад. 新羅山忈; 新羅山人, упр. 新罗山人, пиньинь Xinluo Shanren, W.-G.: Нsin-lo Shan-jén), Дунъюань Шэн (кит. трад. 东园生, пиньинь DongYuan Sheng), Буи Шэн (кит. трад. 布衣生, пиньинь BuYi Sheng) и Лигоу Цзюйши (кит. трад. 离垢居士, пиньинь Ligou Jushi — «Освободившийся от скверны отшельник»), Боша Даожэнь (кит. трад. 白沙道人, пиньинь Bosha Daoren).
Родился в Шанхане (провинция Фуцзянь) в бедной семье крестьян-простолюдинов (не исключено, принадлежащей ханьской субэтнической общности хакка, имевшей традиционно возможность давать детям хорошее классическое образование). По причине бедности был вынужден ещё в детстве оставить школу и начать работать в качестве помощника мастера на бумажной фабрике. В возрасте восемнадцати лет люди из его клана построили собственный храм и решили, что Хуа Яню можно поручить роспись его стен, но получили отказ со стороны местных влиятельных феодалов. Разгневанный Хуа Янь тайно пробрался в храм и за одну ночь расписал все четыре стены главной залы, после чего сбежал из своей деревни и направился в Ханчжоу, где начал зарабатывать продажей своих картин, в скором времени получив там известность и уважение. В 1732 году он переехал в Янчжоу, где жил до 1741 года и стал дружен с членами художественного кружка «Восемь чудаков из Янчжоу». Вернувшись оттуда в Ханчжоу, он поселился на берегу Западного озера и последние годы жизни полностью посвятил работе, прожив в этом городе до конца своей жизни.
Его творчество разнообразно по жанровой тематике: «пейзажи» (шань-шуй), «портреты» (жэнь-у), «цветы и птицы» (хуаняо).

## Избранные работы

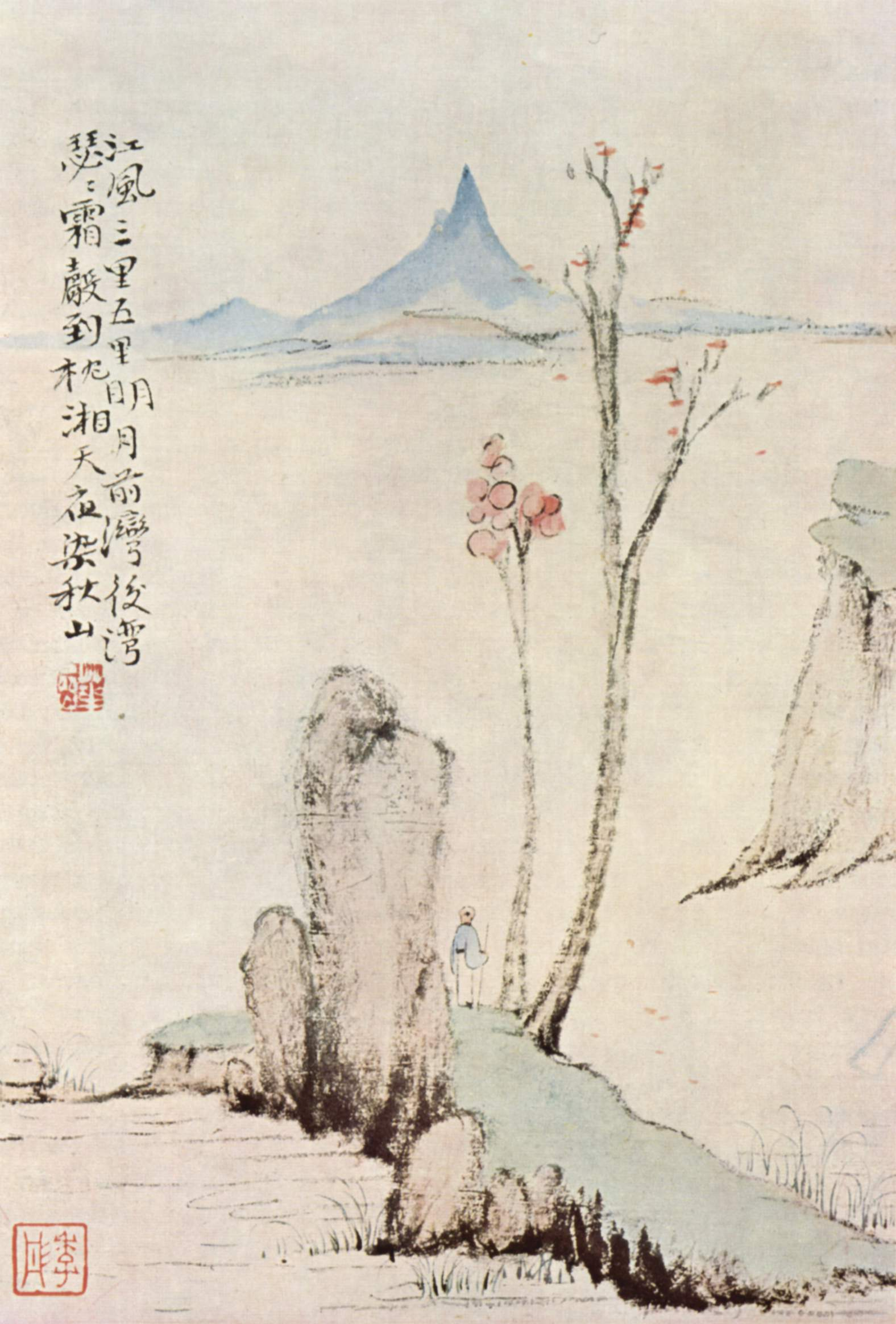
«Осенняя сцена», 1729, лист из альбома, 22,9 × 15,7 см, бумага, тушь, минеральные краски; Художественная галерея Фрира, Вашингтон
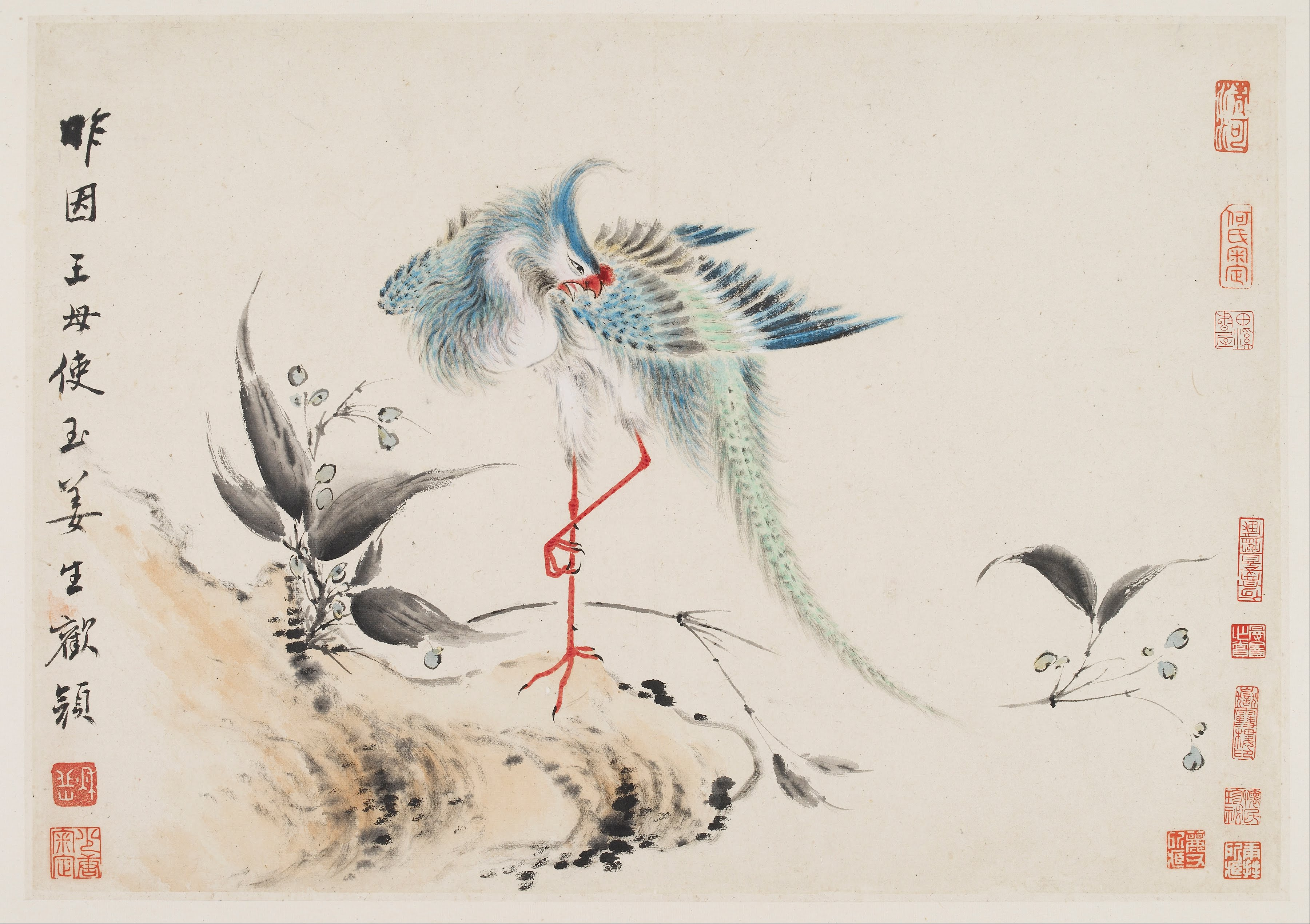
Из «Альбома цветов и птиц», 1747, 10 листов; 31,2 x 44,7 см, бумага, тушь, краски; Художественная галерея Фрира
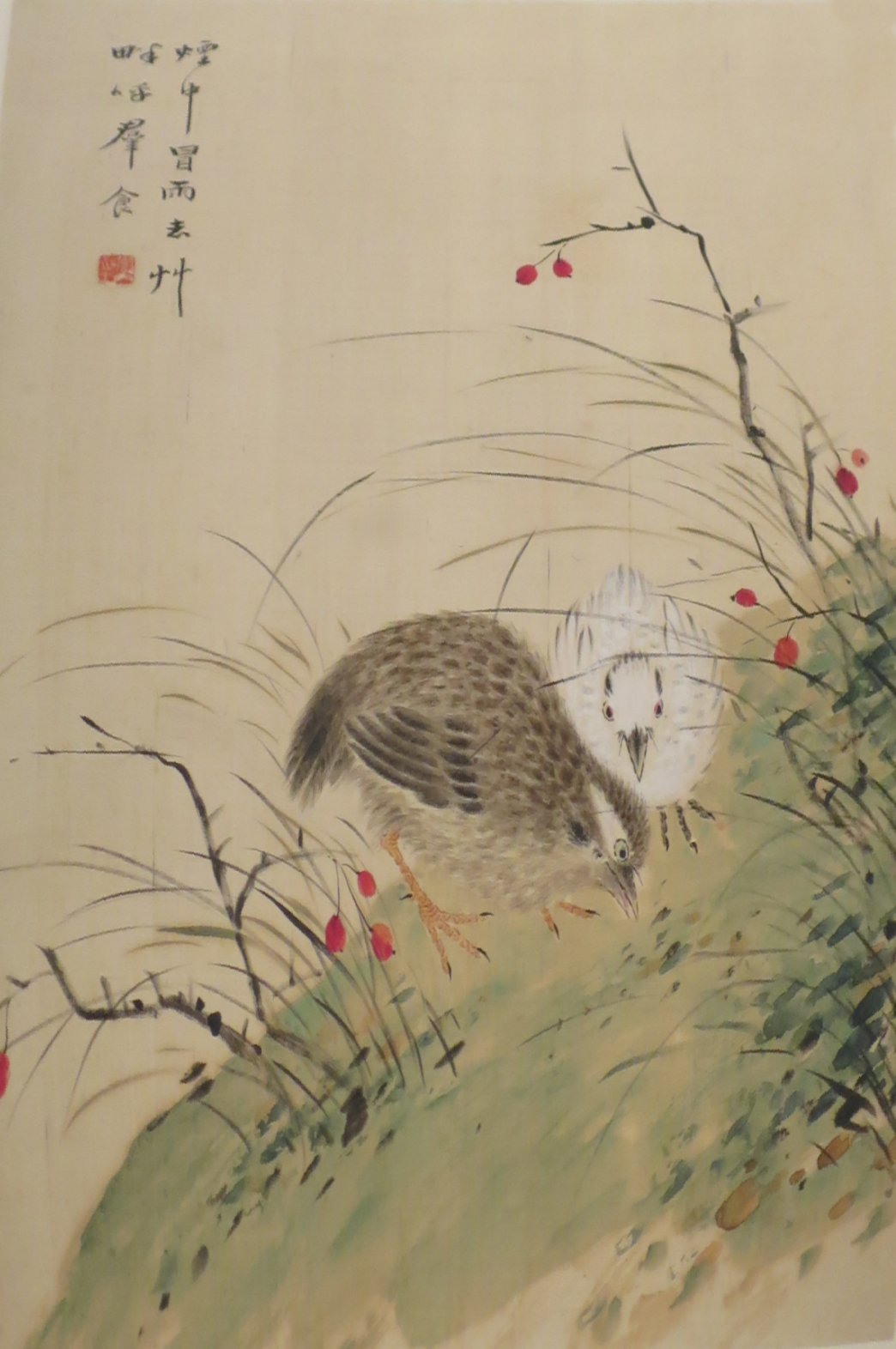
Из «Альбома птиц» (8 листов); шёлк. тушь, краски, Художественный музей Гонолулу
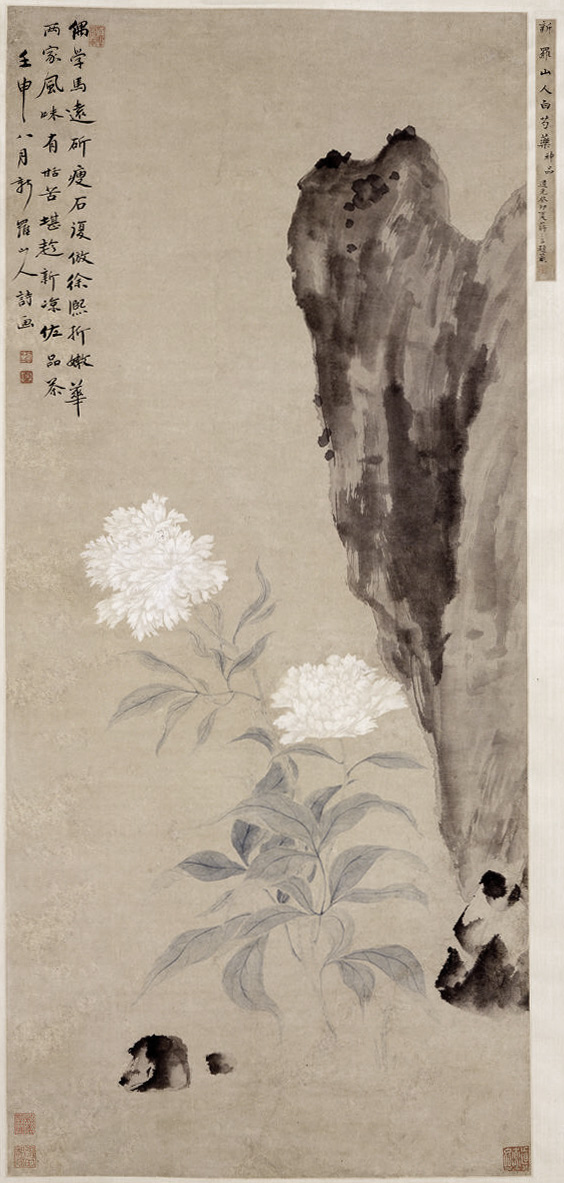
«Белый пион и камень», свиток, 127,6 x 57,2 cм, 1752, Метрополитен-музей, Нью-Йорк
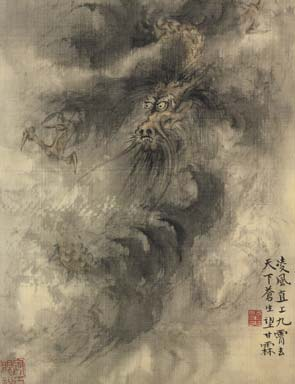
из «Альбома зверей», частная коллекция

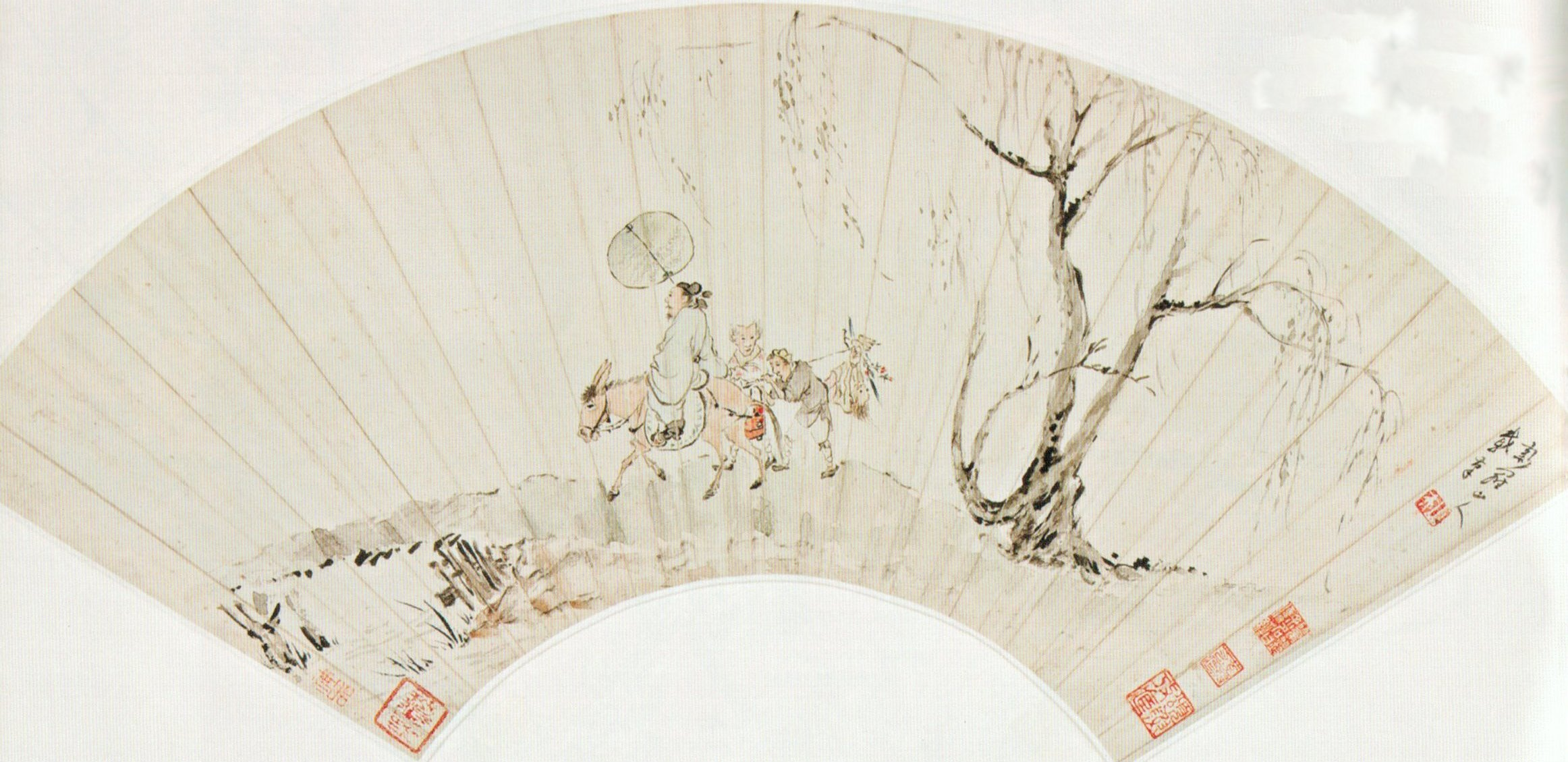
«Чжун Куй[кит.] и демоны», веер; бумага, тушь, минеральные краски, Художественный музей Гонолулу
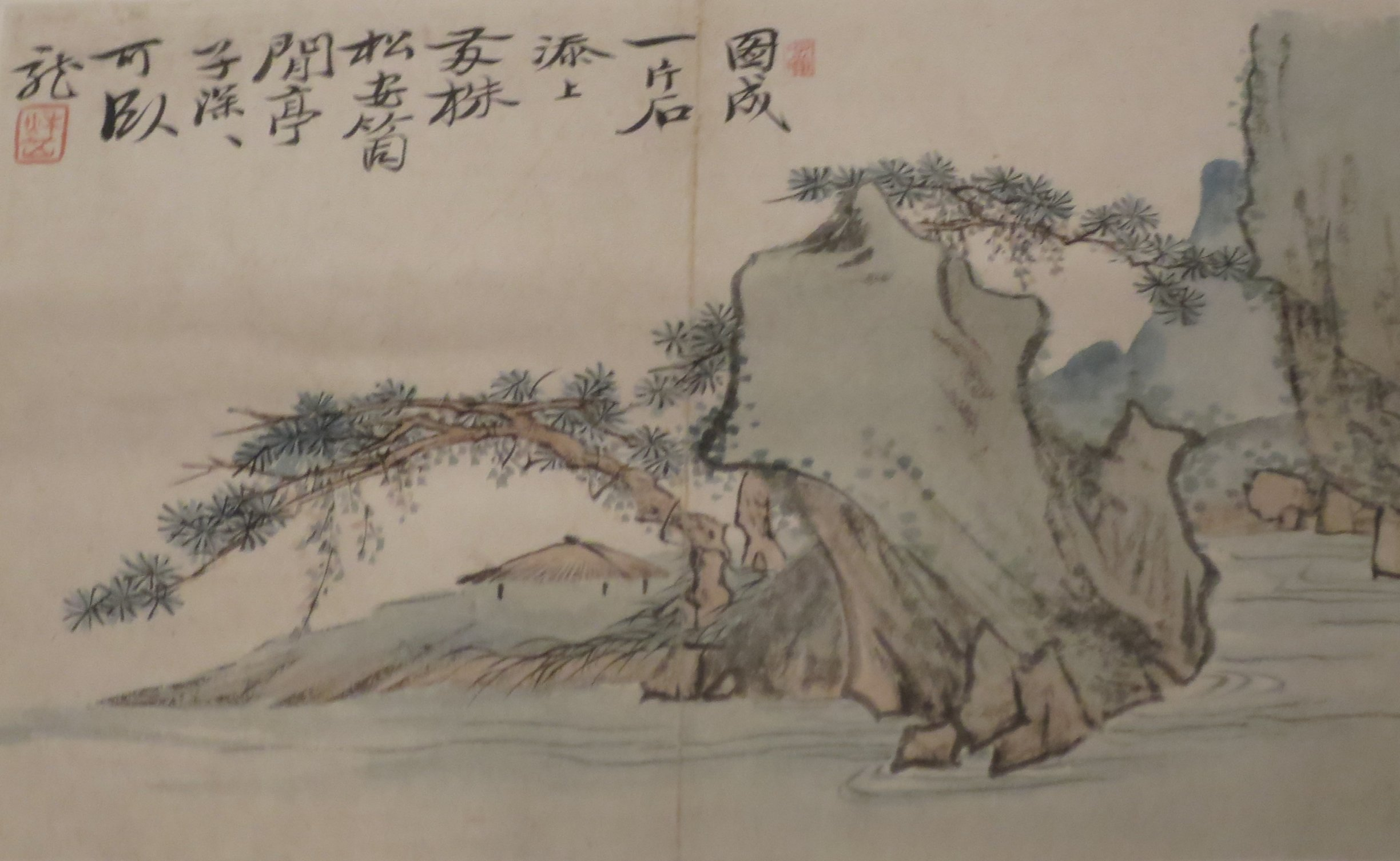
из «Альбома пейзажей» (12 листов), Художественный музей Гонолулу

## Ссылки

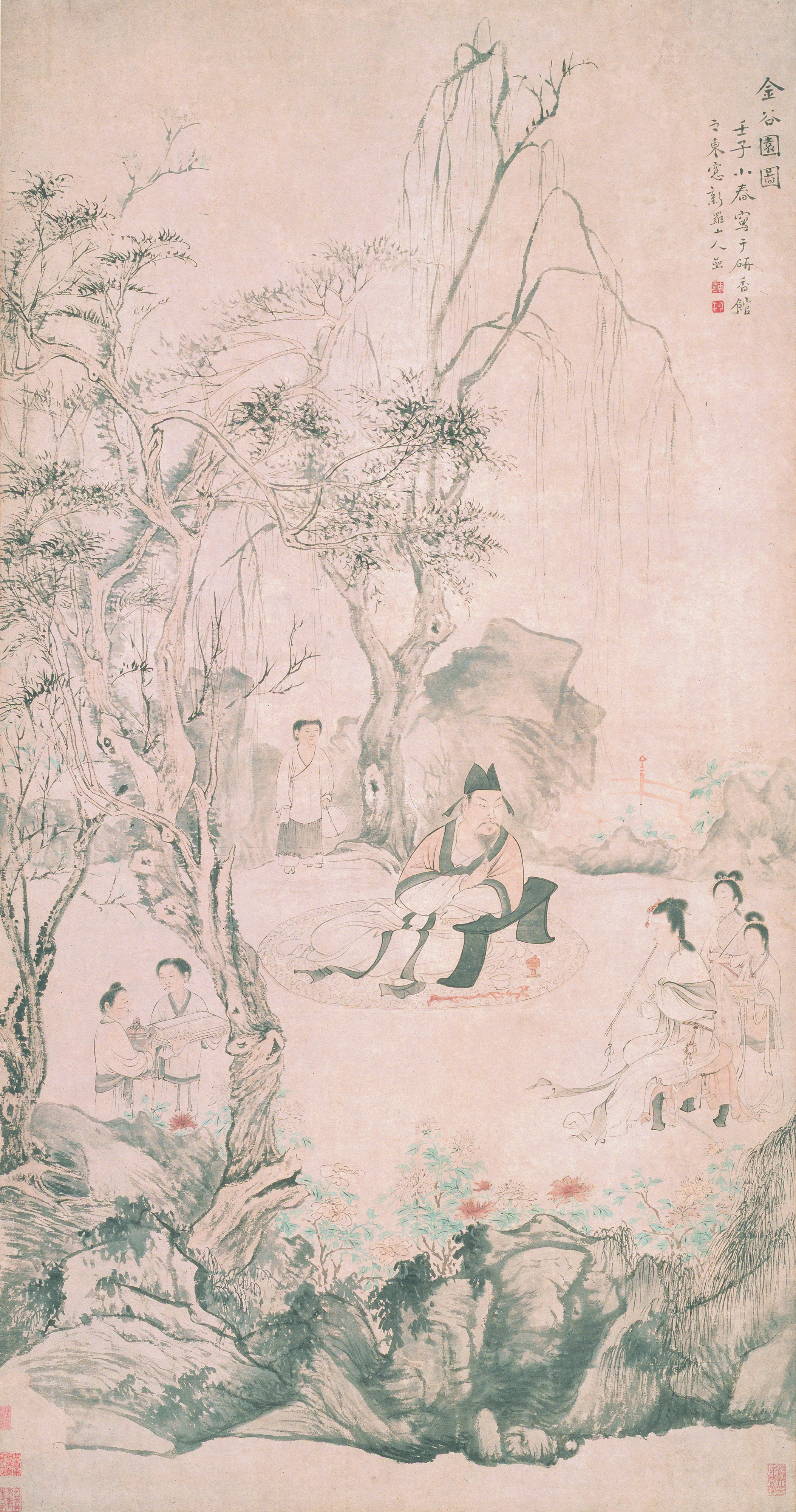
Свиток Хуа Яня «В „Саду Золотой долины“», 1732, изображает экстравагантного богатея и разбойника времён империи Цзинь
Ши Чуна, (249∼300), привечавшего чиновников и поэтов в своём роскошном саду Цзинь гу юань 金谷园 на границе Ганьсу с сяньбийскими землями (совр. Хэнань-Монгольский автономный уезд, Цинхай), — герой многочисленных анекдотов, сибарит и грабитель-«рэкетир», увеличивший своё и без того несметное состояние на разбое караванов Шёлкового пути, наслаждается игрой наложницы Зелёная жемчужина (Люйчжу,) на бамбуковой флейте, Шанхайский музей